# 旭が丘 (神戸市)
旭が丘（あさひがおか）は、兵庫県神戸市垂水区の町名。郵便番号は655-0033。

## 地理
垂水区南部の西垂水地区（旧西垂水村）に位置する。東は瑞ケ丘、北は上高丸、南は天ノ下町、西は仲田に接する。

## 交通

### バス
- 山陽バス - 垂水中学校前停留所・旭が丘停留所・仲田南停留所(垂水東口・垂水駅方面)
- 神戸市バス - 垂水中学校前停留所・旭が丘停留所・仲田南停留所(垂水東口・垂水駅方面)

## 施設

### 郵便局
- 神戸旭が丘郵便局 - 旭が丘三丁目13-2